# الغراب: مدينة الملائكة
الغراب: مدينة الملائكة (بالإنجليزية: The Crow: City of Angels)‏ هو فيلم حركة تم إنتاجه في الولايات المتحدة وصدر سنة 1996 بطولة فنسنت بيريز، وهو الجزء الثاني من سلسلة أفلام الغراب.

## القصة
تحيي روح الغراب رجلاً آخر يسعى للانتقام لمقتل ابنه.

## الميزانية والإيرادات
حقق الفيلم أرباح تقدر بـ 25 مليون دولار.

## وصلات خارجية
الغراب: مدينة الملائكة على موقع IMDb (الإنجليزية)
- الغراب: مدينة الملائكة على موقع روتن توميتوز (الإنجليزية)
- الغراب: مدينة الملائكة على موقع نتفليكس (الإنجليزية)
- الغراب: مدينة الملائكة على موقع قاعدة بيانات الأفلام العربية
- الغراب: مدينة الملائكة على موقع ألو سيني (الفرنسية)
- الغراب: مدينة الملائكة على موقع Turner Classic Movies (الإنجليزية)
- الغراب: مدينة الملائكة على موقع أول موفي (الإنجليزية)
- الغراب: مدينة الملائكة على موقع بوكس أوفيس موجو (الإنجليزية)
- الغراب: مدينة الملائكة على موقع فيلمافينيتي (الإسبانية)
- الغراب: مدينة الملائكة على موقع قاعدة بيانات الفيلم (الإنجليزية)